# Кора (Вайоминг)
Кора (англ. Cora, Wyoming) — статистически обособленная местность, расположенная в округе Сублетт (штат Вайоминг, США) с населением в 76 человек по статистическим данным переписи 2000 года.

## Демография
По данным переписи населения 2000 года в местности Кора проживало 76 человек, 25 семей, насчитывалось 38 домашних хозяйств и 60 жилых домов. Средняя плотность населения составляла около 5,4 человек на один квадратный километр. Расовый состав местности по данным переписи распределился следующим образом: 98,68 % белых, 1,32 % — представителей смешанных рас.
Из 38 домашних хозяйств в 15,8 % — воспитывали детей в возрасте до 18 лет, 65,8 % представляли собой совместно проживающие супружеские пары, в 2,6 % семей женщины проживали без мужей, 31,6 % не имели семей. 31,6 % от общего числа семей на момент переписи жили самостоятельно, при этом 10,5 % составили одинокие пожилые люди в возрасте 65 лет и старше. Средний размер домашнего хозяйства составил 2,00 человек, а средний размер семьи — 2,46 человек.
Население статистически обособленной местности по возрастному диапазону по данным переписи 2000 года распределилось следующим образом: 11,8 % — жители младше 18 лет, 5,3 % — между 18 и 24 годами, 27,6 % — от 25 до 44 лет, 30,3 % — от 45 до 64 лет и 25,0 % — в возрасте 65 лет и старше. Средний возраст жителей составил 48 лет. На каждые 100 женщин в местности приходилось 117,1 мужчин, при этом на каждые сто женщин 18 лет и старше приходилось 131,0 мужчин также старше 18 лет.
Средний доход на одно домашнее хозяйство в статистически обособленной местности составил 40 000 долларов США, а средний доход на одну семью — 50 625 долларов. При этом мужчины имели средний доход в 31 563 доллара США в год против 33 000 долларов среднегодового дохода у женщин. Доход на душу населения в статистически обособленной местности составил 20 831 доллар в год. Все семьи местности имели доход, превышающий уровень бедности, 7,9 % от всей численности населения находилось на момент переписи населения за чертой бедности, при том все жители младше 18 и старше 65 лет имели совокупный доход, превышающий прожиточный минимум.

## География
По данным Бюро переписи населения США статистически обособленная местность Кора имеет общую площадь в 13,99 квадратных километров, водных ресурсов в черте населённого пункта не имеется.
Статистически обособленная местность Кора расположена на высоте 2241 метр над уровнем моря. Климат субарктический, умеренно холодный, полузасушливый (префикс «Df» по Классификации климатов Кёппена).
| Показатель                    | Янв.  | Фев.  | Март  | Апр. | Май  | Июнь | Июль | Авг. | Сен. | Окт. | Нояб. | Дек.  | Год   |
| ----------------------------- | ----- | ----- | ----- | ---- | ---- | ---- | ---- | ---- | ---- | ---- | ----- | ----- | ----- |
| Средний суточный максимум, °C | −3,3  | −1,7  | 2,8   | 8,9  | 15   | 20,6 | 24,4 | 23,9 | 18,9 | 12,2 | 2,2   | −3,3  | 10    |
| Средняя температура, °C       | −10   | −8,9  | −4,4  | 1,1  | 6,1  | 11,1 | 14,4 | 13,3 | 8,9  | 3,3  | −5    | −10   | 1,7   |
| Средний суточный минимум, °C  | −17,2 | −16,7 | −11,7 | −6,7 | −2,2 | 1,7  | 3,9  | 2,8  | −1,1 | −5,6 | −12,2 | −17,2 | −6,7  |
| Норма осадков, мм             | 20,3  | 14,5  | 14,7  | 18,8 | 46,5 | 31,2 | 30   | 31,2 | 37,6 | 20,8 | 18    | 13,5  | 297,2 |